# Calceolaria chrysosphaera
Calceolaria chrysosphaera är en toffelblomsväxtart som beskrevs av Francis Whittier Pennell. Calceolaria chrysosphaera ingår i släktet toffelblommor, och familjen toffelblomsväxter. Inga underarter finns listade i Catalogue of Life.